# Sallie Gardner at a Gallop
Sallie Gardner at a Gallop (česky Sallie Gardner v trysku) je americký němý film z roku 1878. Režisérem je Eadweard Muybridge (1830–1904). Film trvá necelou minutu.
Jedná se o první film v historii kinematografie.

## Děj
Film zachycuje cválajícího koně s žokejem.

## Obsazení
| Gilbert Domm   | žokej |
| Sallie Gardner | kůň   |